# Terracina
Terracina település Olaszországban, Lazio régióban, Latina megyében. Lakosainak száma 44 720 fő (2023. január 1.). Terracina Fondi, Monte San Biagio, Pontinia, Sabaudia, San Felice Circeo és Sonnino községekkel határos.

## Népesség
A település lakossága az elmúlt években az alábbi módon változott:
| Lakosok száma | 46 131 | 46 323 | 44 720 |
|               | 2017   | 2018   | 2023   |